# Opera Link
Opera Link — сервис, позволяющий осуществлять синхронизацию данных между устройствами, на которых установлены браузер Opera (начиная с версии 9.5), Opera Mini (начиная 4-й версии) и Opera Mobile (начиная с версии 10 beta 2). Процесс синхронизации осуществляется автоматически. Данные от пользователя после авторизации в системе поступают на сервер компании Opera Software с использованием протокола TLS. Синхронизировать можно закладки, Speed Dial, Заметки, информацию с Личной панели, список поисковиков, список введённых адресов в адресной строке и пароли (начиная с версии 11.50). При бесперебойной работе сервиса, синхронизация происходит при каждом изменении. На мобильных браузерах Opera Mini и Opera Mobile синхронизируются Speed Dial, закладки, заметки и список поисковиков.
Если пользователь уже имеет аккаунт в сообществе My Opera, то он может использовать его при синхронизации через Opera Link. Чтобы получить доступ к данным пользователя с других браузеров, необходимо посетить страницу в интернете link.opera.com Архивная копия от 30 июля 2012 на Wayback Machine и ввести логин и пароль учётной записи. Через веб-интерфейс Opera Link пользователь получает доступ только к списку закладок, Speed Dial и заметкам.

## История
Впервые технология Opera Link была официально представлена 7 сентября 2007 года в одной из pre-alpha сборок Opera 9.5. 25 октября 2007 года в Opera 9.5 beta 1 стало возможным синхронизировать данные не только между Opera Desktop, а одновременно и между настольной версией браузера, и между мобильным браузером Opera Mini 4 beta. 22 августа 2008 года вышел первый выпуск-срез браузера Opera 9.6, который позволял синхронизировать список поисковиков и содержимое адресной строки. 27 ноября 2008 года появилась возможность автоматического удаления дубликатов закладок с сервера после нажатия соответствующей кнопки на сайте Opera Link. 2 декабря 2009 года была выпущена тестовая сборка Opera Mobile 10 beta 2 с поддержкой Opera Link.
С выходом тестовой сборки Opera 11.50 Swordfish 3 мая 2011 года стала возможной синхронизация паролей.